# 寶璣
宝玑（發音：[bʁeɡɛ]），是瑞士奢华钟表及珠宝品牌製造商，1775年由亞伯拉罕·路易·布雷蓋於巴黎创立，现总部位于瑞士拉拜，是世界上最古老的钟表品牌之一。宝玑也是众多制表技术的开拓者，亚伯拉罕·路易·布雷盖于1780年发明并制造了世界上第一款自动机械表（the Perpétuelle）、于1801年发明并制造出了陀飞轮、于1810年发明并制造出了世界上第一款腕表（宝玑No. 2639，那不勒斯王后卡罗琳·波拿巴订制）。
宝玑是世界上的名贵钟表品牌之一。宝玑的客户及佩戴者中，包括英国国王乔治三世、英国维多利亚女王、俄国沙皇亚历山大一世、法国皇帝拿破仑一世、跑车设计师埃托雷·布加迪、英国首相温斯顿·丘吉尔、俄国音乐家拉赫玛尼诺夫、意大利作曲家焦阿基诺·罗西尼、钢琴大师阿图尔·鲁宾斯坦等等。宝玑在1814年所生产的怀表Breguet & Fils, Paris No. 2667 是世界表类最贵拍卖记录之一，2012年5月14日由佳士得拍卖行在日内瓦以约468万美金 (4,339,000 瑞士法郎）拍卖售出。而宝玑的子母钟No.128 & 5009 （Duc d'Orléans Breguet Sympathique）是目前宝玑钟表的拍卖纪录保持者，2012年12月4日由苏富比拍卖行在纽约以约680万美金拍卖售出。
宝玑现今是瑞士钟表行业联合会（Federation of the Swiss Watch Industry）的主要成员。
1999年成为瑞士斯沃琪集团（Swatch）的子公司。

## 历史

### 早期历史

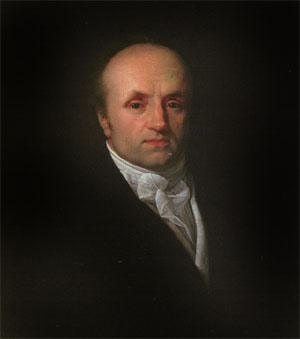
亚伯拉罕·路易·布雷盖

1775年，瑞士制表师亚伯拉罕·路易·布雷盖在法国巴黎创立宝玑品牌的前身。亚伯拉罕·宝玑曾在著名制表师费尔迪南·贝尔杜和 Jean-Antoine Lépine手下学习10年，而后才在巴黎开创自己的制表店（宝玑品牌的前身）。亚伯拉罕·宝玑的太太是法国大资本家之女，其嫁妆为宝玑先生的最初创业提供了支持。
宝玑先生在学徒期间所积累的人脉在他的制表事业初期带来了很好的资源。在引荐下，法国王后玛丽·安托瓦内特对宝玑先生的自动上链怀表欣赏有加；法国国王路易十六也购置了多块宝玑的怀表。1783年，瑞典伯爵Axel Von Fersen（同时也是王后玛丽·安托瓦内特的倾慕者）向宝玑先生提出要订制一款包含当时所有已知機械錶複雜功能的怀表赠予王后。这造就了之后著名的“宝玑第160号”，也被称为“玛丽·安托瓦内特怀表（Marie-Antoinette pocket watch )”。
宝玑先生的制表事业一帆风顺。1807年，宝玑先生的儿子路易斯-安东尼·宝玑加入父亲的公司，宝玑的公司也更名为“宝玑&儿子 （Breguet et Fils）”，通称宝玑。亚伯拉罕·宝玑先生于1823年逝世，其子安东尼·宝玑继任掌管公司，并于1833年退休。而后安东尼·宝玑之子 Louis Clément Francois继任管理公司。
此后，亚伯拉罕·宝玑的曾孙 Louis Antoine 成为宝玑家族最后一位公司的管理者，其二儿一女均未加入宝玑公司。因此，公司雇佣了英国制表师爱德华·布朗（Edward Brown）来打理宝玑的巴黎工厂，而爱德华也最终成为了公司合伙人，并在Louis Antoine去世后接管了公司。之后，爱德华·布朗的儿子们在爱德华逝世后继承了公司。

### 近期发展

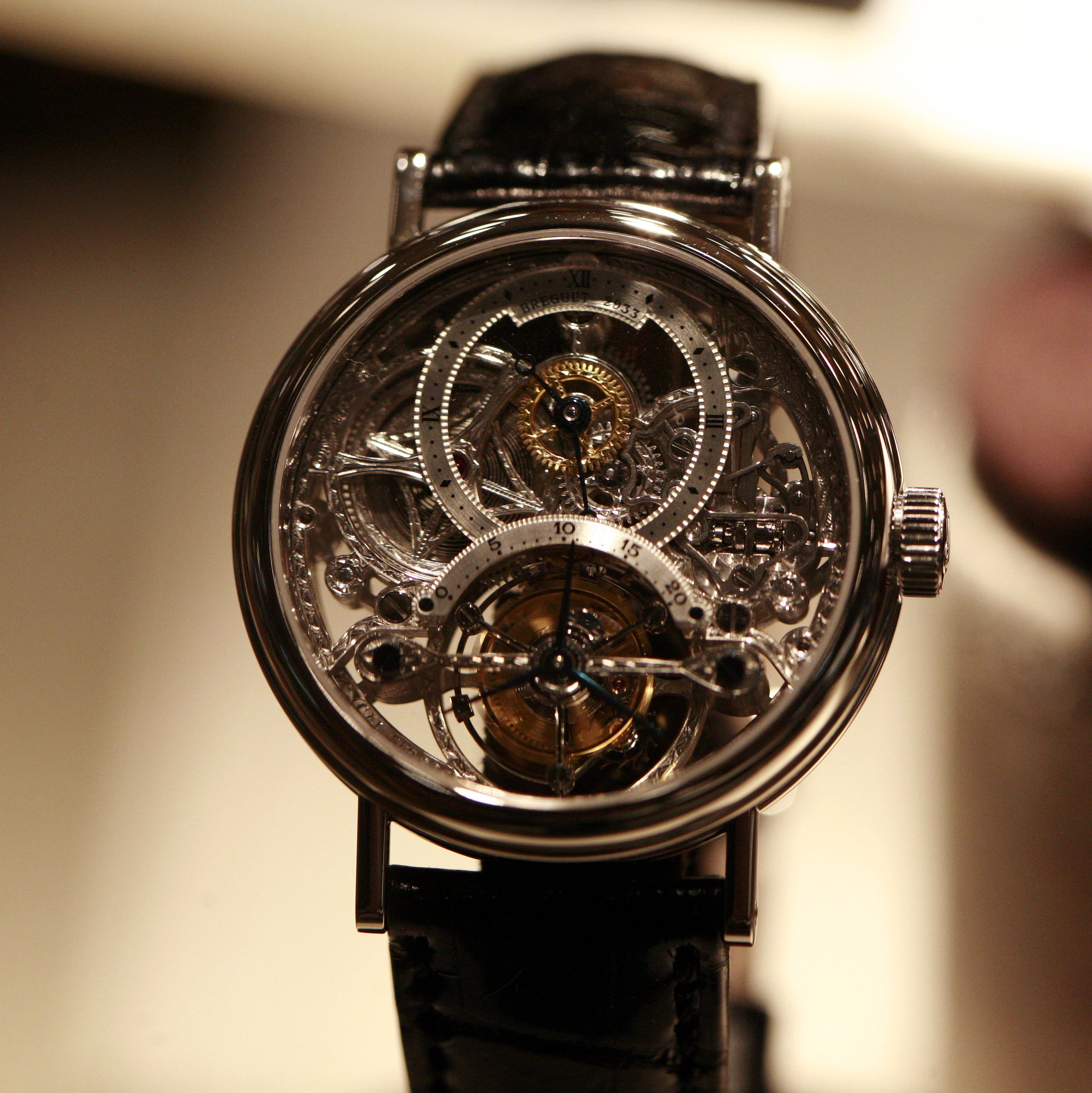
寶璣陀飛輪手錶

1870年-1970年，宝玑公司一直是英国布朗家族的家族企业。但在石英危机（quartz crisis）的20世纪70年代和80年代，宝玑的经营权几经易手。1976年，宝玑当时的母公司Chaumet关闭了宝玑在法国的工厂，并将公司搬至瑞士的汝拉山谷。
1987年，宝玑公司被 Investcorp. 收购。1991年，Investcorp. 建立宝玑表业集团（Groupe Horloger Breguet），旗下包括四家子公司：宝玑制表公司（Montres Breguet SA）、宝玑公司（Breguet SA）、Valdar SA 以及 Nouvelle Lemania SA （宝玑集团于1992收购该公司）。因此，宝玑公司从此在Nouvelle Lemania 的工厂内进行生产。特别的是，集团的主要子公司宝玑制表公司（Montres Breguet SA）负责销售宝玑品牌的手表，而宝玑公司（Breguet SA）则是宝玑集团在法国的分销公司。
1999年，宝玑表业集团被瑞士斯沃琪集团收购。宝玑现今是瑞士钟表行业联合会（Federation of the Swiss Watch Industry）的主要成员。

## 钟表制造

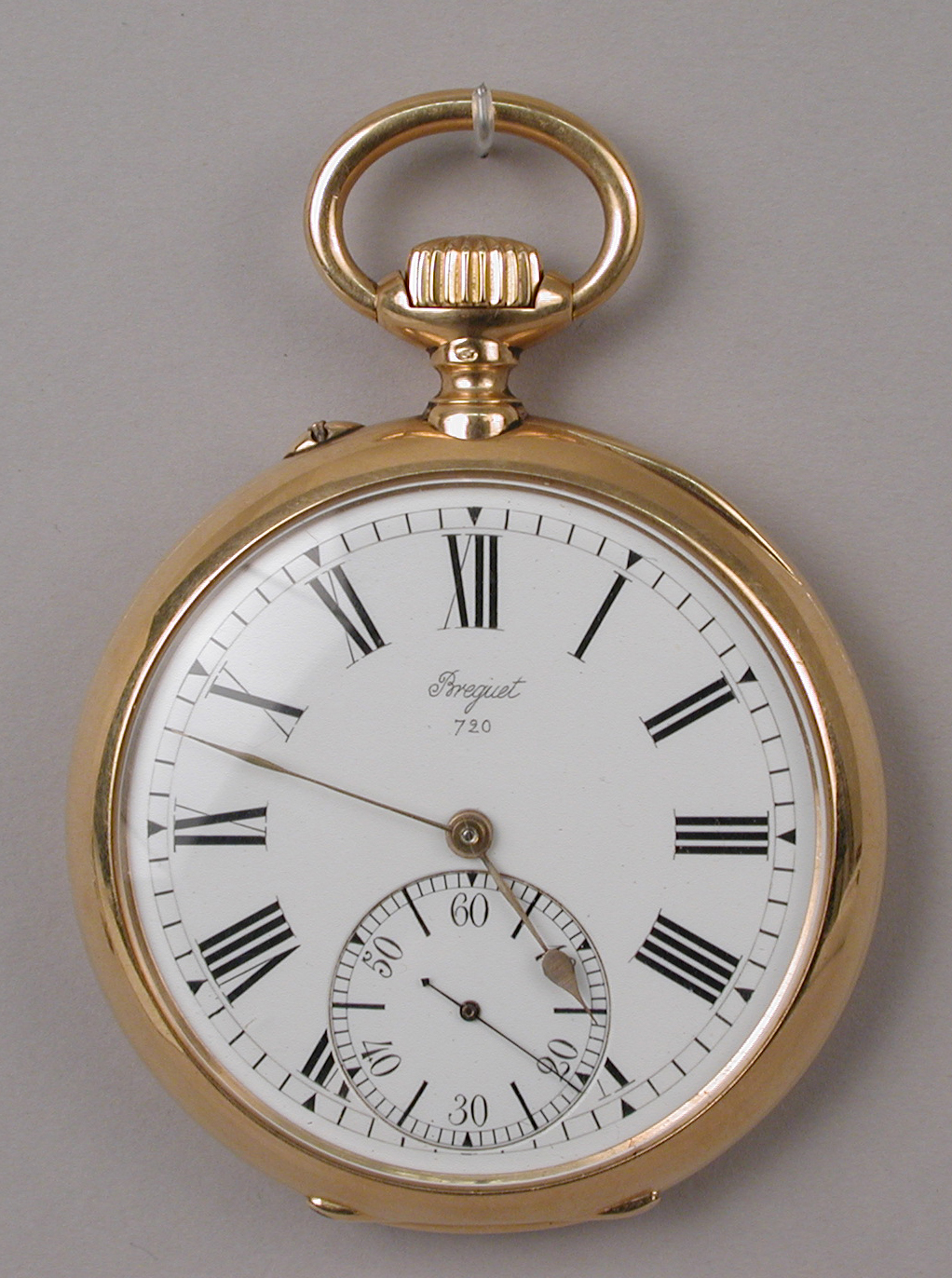
美国纽约大都会艺术博物馆收藏的一枚宝玑怀表

亞伯拉罕·路易斯·宝玑發明了不同擒縱器（escapement）的方法，包括陀飛輪、捲繞機制（re-winding）與雙層游絲（overcoil，游絲加上提高的圈外線圈之改良，因此亦稱為「上繞遊絲」）等等。他創作的鐘錶被廣泛地認為是最為美麗與極高科技成就，也被稱為「陀飛輪之父」。除钟表外，宝玑还生产女士珠宝、袖扣等。

### 重要发明及专利
以下是亞伯拉罕·宝玑先生以及宝玑公司的部分重要发明。
- 1780年，发明并制造出实际上第一款自动机械表（the Perpétuelle）[4][5]
- 1783年，发明了音簧（Gong-spring），为三问功能钟表奠基[27][28]
- 1783年，发明了宝玑针（Breguet hands）[29][30]
- 1790年，发明了降落伞避震器（Pare-chute）， 是世界上最早的钟表抗震系统之一[31][32]
- 1795年，发明了宝玑游丝（Breguet overcoil/Breguet spiral）, 直至今日仍被大部分制表公司采用[33][34]
- 1801年，发明了陀飞轮，以削弱重力对表内机械运作的影响[35]
- 1810年，发明并制造出世界上第一款腕表（宝玑No. 2639）[6][7]
- 1929年，制造出很可能是世界上第一款腕表的万年历机芯 （宝玑 No. 2516）[36][37][38]
- 2010年，获得磁悬浮摆轴（magnetic pivot）专利[39]
- 2010年，推出磁击调节器（magnetic strike governor）[40]

### 环保评级
2018年12月，世界自然基金会（WWF）发布官方报告，包含对瑞士15个主要钟表及珠宝生产商的环保评级。其中宝玑连同其它7个生产商（包括百达翡丽、爱彼、劳力士）的评级为最低档（"Latecomers/Non-transparent"），意味着作为钟表生产商宝玑仅采取了非常有限的措施以消除其生产活动对环境及气候变化所造成的影响。
主要的环保隐患有二：1）生产活动的不透明；2）对珍贵原材料的大量开采，主要包括金矿。而后者是造成众多环境问题的重要因素之一，比如水土污染、土壤退化、森林破坏等。据估计，钟表及珠宝行业每年消耗超过2000吨的黄金，占全球黄金产量的50%以上，而大多数情况下，钟表制造公司不能或不愿意说明其原材料的来源以及原材料供应商是否采用环保的开采方式。

## 著名表款

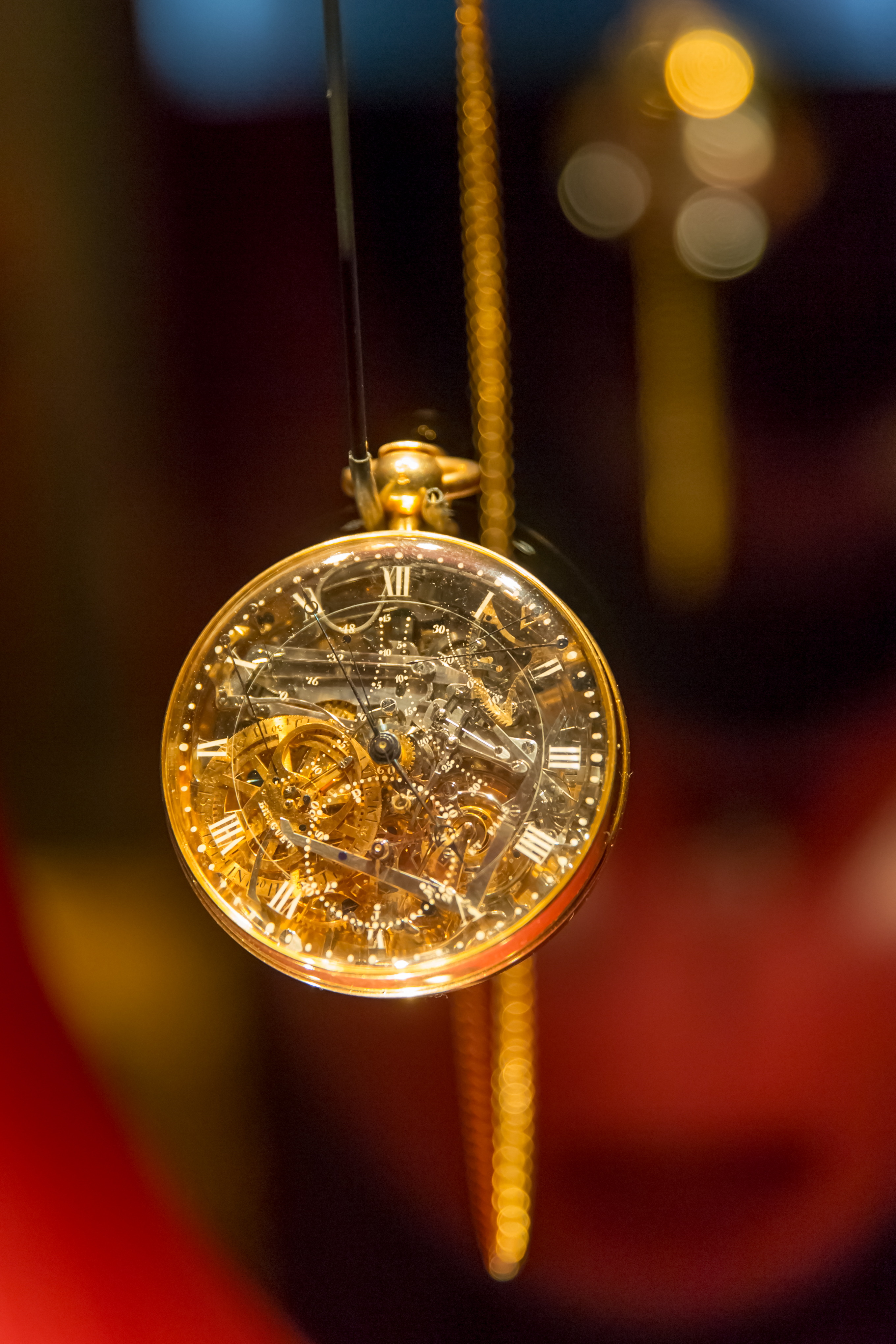
宝玑第160号，玛丽·安托瓦内特超级复杂怀表

### 拍卖纪录
- 2012年5月14日，宝玑怀表 Breguet & Fils, Paris No. 2667 由佳士得拍卖行在日内瓦以约468万美金 (4,339,000 瑞士法郎） 售出。[43][44]
- 2012年5月14日，宝玑怀表 Breguet, Paris, No. 4111 由佳士得拍卖行在日内瓦以约275万美金 (2,547,000 瑞士法郎） 售出。[45][46]
- 2012年12月4日，宝玑的子母钟No.128 & 5009（Duc d'Orléans Breguet Sympathique，原属于奥尔良公爵斐迪南·菲利普）由苏富比拍卖行在纽约以约680万美金拍卖售出，成为宝玑钟表拍卖纪录保持者。[18][19][20]该子母钟原保存于美国伊利诺伊州罗克福德的时间博物馆（Time Musuem）内，博物馆关闭后子母钟于1999年第一次在苏富比拍卖、成交价高达578万美金。[47]
- 2016年5月16日，宝玑怀表 Breguet & Fils, No. 217  由佳士得拍卖行在日内瓦以约333万美金 (3,245,000 瑞士法郎） 售出。[48][49]

### 玛丽·安托瓦内特怀表
宝玑第160号（Breguet No. 160），也被称为玛丽·安托瓦内特怀表（Marie-Antoinette pocket watch )。1783年，法国王后玛丽·安托瓦内特的爱慕者瑞典伯爵Axel Von Fersen向宝玑订购一枚怀表，作为赠予王后的礼物。订制要求怀表“越卓越越好，需要汇集当时所有已知的复杂制表工艺”。订单没有时间限制、没有金额上限。
最终的成品就是宝玑第160号超级复杂怀表。成品最终于1827年完工，但是玛丽·安托瓦内特王后已经去世34年（在法国大革命中被斩首）、宝玑先生本人也已经去世4年（成品最终由宝玑先生的儿子制作完成）。该怀表总共耗时44年才制造完成。
该怀表先前一直保存在以色列耶路撒冷的伊斯兰艺术博物馆（The Museum for Islamic Art ），但1983年被盗窃。直到2007年，该怀表才被找回并归还博物馆。

### 男士表款
- Classique 经典系列
- La Marine 航海系列
- Heritage 传承系列
- Tradition 传世系列
- Type XX, XXI, XXII 空軍系列

### 女士表款
- Classique 经典系列
- La Marine 航海系列
- Heritage 传承系列
- Tradition 傳世系列
- Reine de Naples 那不勒斯王后系列

- 那不勒斯王后系列

## 著名客户及佩戴者

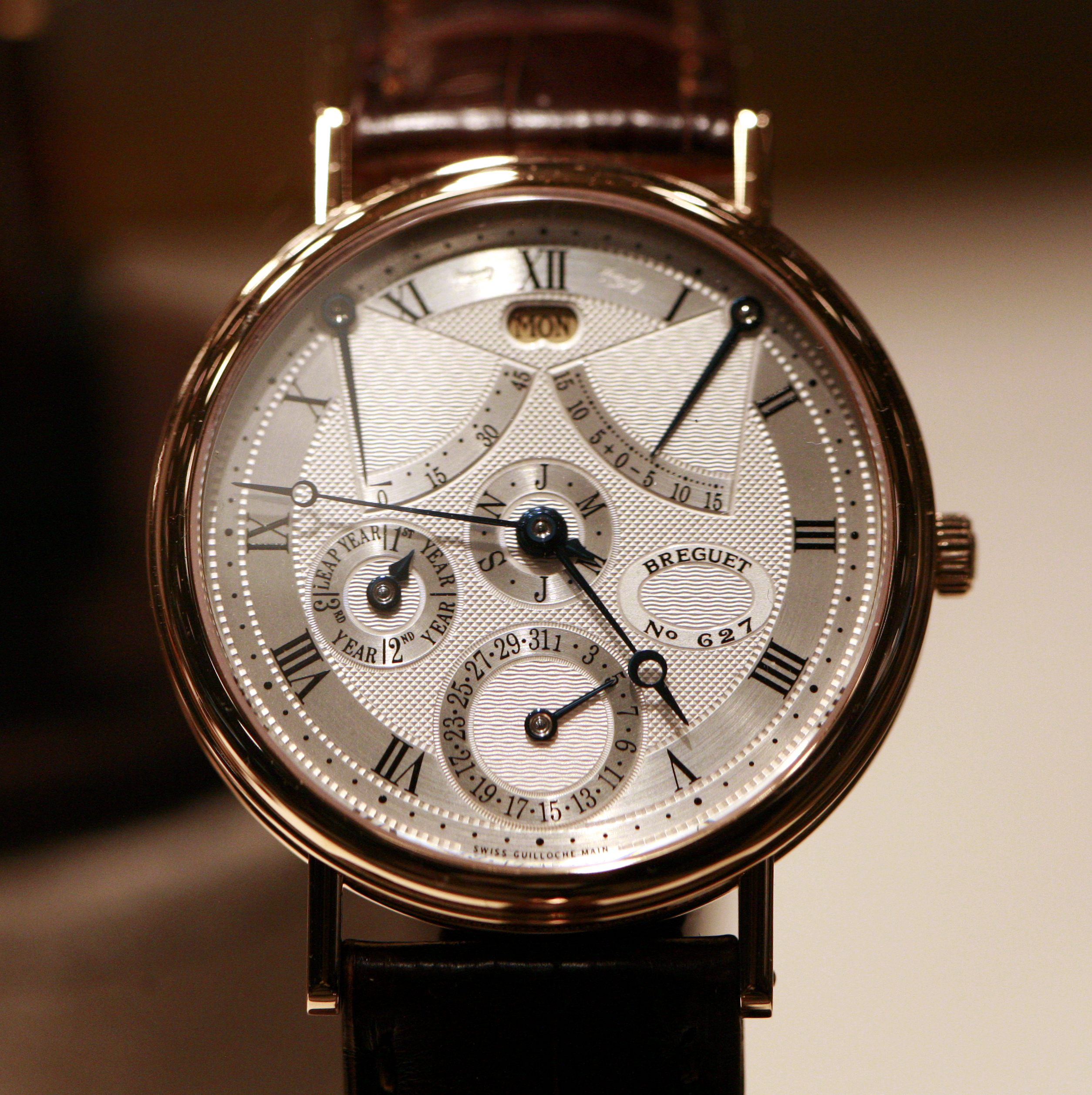
寶璣Grandes Complications 18K黄金萬年曆錶

### 艺术家
- 乔万尼·帕伊谢洛，意大利作曲家[15]
- 谢尔盖·拉赫玛尼诺夫, 俄国作曲家、指挥家、钢琴演奏家[15][54]
- 焦阿基诺·罗西尼, 意大利作曲家[55]
- 阿图尔·鲁宾斯坦, 美籍波兰钢琴家[56]
- 霍勒斯·韦尔内，法国画家[15]

### 演藝人員
- 羅伯特·德尼羅，美國演員
- 木村拓哉，日本影星[57]
- 天心，台灣影星[58]
- 李敏鎬，韓國影星

### 運動員
- 克里斯蒂亞諾·羅納度，葡萄牙職業足球員

### 企业家
- 埃托雷·布加迪，汽车设计师、布加迪创始人[15][59]

### 学者
- 孔多塞侯爵, 法国哲学家、数学家[15][60]

### 政治家
- 温斯顿·丘吉尔，英国首相，1953年诺贝尔文学奖得主[61][62]

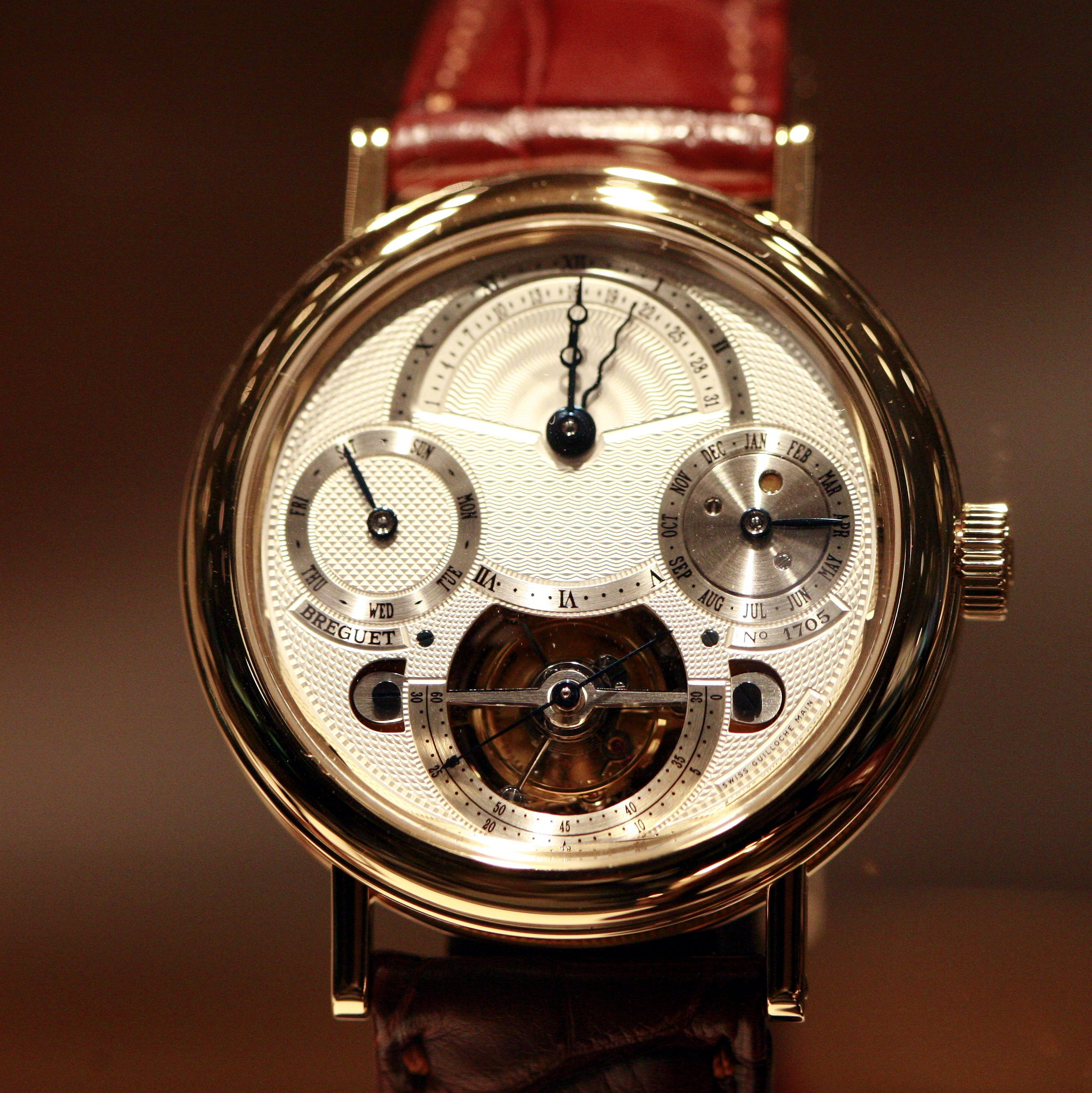
宝玑No.1705陀飞轮腕表

- 第一代威灵顿公爵，英国首相[15][63]
- 弗拉基米尔·普京，俄罗斯总统[64][65]
- 德米特里·梅德韦杰夫，俄罗斯总理[66]
- 尼古拉·萨科齐，第23任法国总统[67][68]
- 夏尔·莫里斯·德塔列朗-佩里戈尔，法国总理[69]
- 米歇尔·内伊，法国元帅[70]

### 皇室成员
- 拿破仑一世，法国皇帝[71]
- 约瑟芬·德·博阿尔内，法国第一位皇后[72]
- 玛丽·路易莎，法国第二位皇后[15]
- 路易十六及玛丽·安托瓦内特，法国国王及王后[73][74]
- 路易十八，法国国王[15]
- 卡罗琳·波拿巴，那不勒斯王后[75]
- 塞利姆三世，奥斯曼帝国苏丹[76]
- 亚历山大一世，俄国沙皇[77]
- 乔治三世，英国国王[15]
- 乔治四世，英国国王[15][78]
- 维多利亚女王，英国女王[79]
- 爱德华八世，英国国王[15][80]
- 福阿德一世，埃及国王[15]
- 法鲁克一世，埃及国王[81]
- 查爾斯三世，英國國王

## 外部連結
- （法文）（英文）（中文）寶璣官方網站（页面存档备份，存于）
- Breguet的Instagram帳戶 （页面存档备份，存于）
- Breguet的X（前Twitter）
- Breguet的Facebook專頁 （页面存档备份，存于）
- Breguet的YouTube頻道 （页面存档备份，存于）

46°38′57″N 6°19′02″E / 46.64912°N 6.31735°E